# Hypsilurus
Genre
Hypsilurus est un genre de sauriens de la famille des Agamidae.

## Répartition
Les 20 espèces de ce genre se rencontrent en Océanie et au Moluques.

## Liste des espèces
Selon The Reptile Database (9 juillet 2018) et ITIS (9 juillet 2018) :
- Hypsilurus auritus (Meyer, 1874)
- Hypsilurus binotatus (Meyer, 1874)
- Hypsilurus bruijnii (W. C. H. Peters & Doria, 1878)
- Hypsilurus capreolatus Kraus & Myers, 2012
- Hypsilurus geelvinkianus (W. C. H. Peters & Doria, 1878)
- Hypsilurus godeffroyi (W. C. H. Peters, 1867)
- Hypsilurus hikidanus Manthey & Denzer, 2006
- Hypsilurus longi (MacLeay, 1877)
- Hypsilurus macrolepis W. C. H. Peters, 1873
- Hypsilurus magnus Manthey & Denzer, 2006
- Hypsilurus modestus (Meyer, 1874)
- Hypsilurus nigrigularis (Meyer, 1874)
- Hypsilurus ornatus Manthey & Denzer, 2006
- Hypsilurus papuensis (MacLeay, 1877)
- Hypsilurus schoedei (Vogt, 1932)
- Hypsilurus schultzewestrumi (Urban, 1999)
- Hypsilurus tenuicephalus Manthey & Denzer, 2006

## Publication originale
- Peters, 1867 : Über Flederthiere (Pteropus gouldii, Rhinolophus deckenii, Vespertilio lobipes, Vesperugo temminckii) und Amphibien (Hypsilurus godeffroyi, Lygosoma scutatum, Stenostoma narirostre, Onychocephalus unguirostris, Ahaetulla poylepis, Pseudechis scutellatus, Hoplobatrachus reinhardtii, Hyla coriacea). Monatsberichte der Königlich Preussischen Akademie der Wissenschaften zu Berlin, vol. 1867, p. 703-712 (texte intégral).